# Aideen Nicholson
 (août 2022).
Si vous disposez d'ouvrages ou d'articles de référence ou si vous connaissez des sites web de qualité traitant du thème abordé ici, merci de compléter l'article en donnant les références utiles à sa vérifiabilité et en les liant à la section « Notes et références ».
Pour les articles homonymes, voir Nicholson.
Aideen Nicholson (29 avril 1927-31 mai 2019) est une femme politique canadienne de l'Ontario. Elle est députée fédérale libérale de la circonscription ontarienne de Trinity de 1974 à 1988.

## Biographie
Née à Dublin en Irlande, Nicholson étudie au Trinity College de Dublin et à la London School of Economics. Elle travaille ensuite comme travailleuse sociale à The Hospital for Sick Children et enseigne aussi à la George Brown College (en), à l'université de Toronto et pour l'Ontario Correctional Services.

## Politique
Nicholson tente sans succès d'être élue en 1972. Élue en 1974, elle est réélue en 1979, 1980 et en 1984.
Durant sa carrière parlementaire, elle est secrétaire parlementaire du ministre des Approvisionnements et des Services d'octobre 1977 à septembre 1978, du ministre des Consommateurs et des Affaires corporatives d'octobre 1978 à mars 1979 et à nouveau du ministre des Consommateurs et des Affaires corporatives et du ministre des Postes de mars à septembre 1980.
En raison du redécoupage électoral en vue des élections de 1988, elle obtient la nomination dans la circonscription de St. Paul's sans parvenir à se faire réélire.

## Après la politique
À la suite de son départ de la scène politique, elle est nommée à la Commission de révision de l'immigration. En 2003, elle est récipiendaire d'un prix pour services distingués remis par l'Association canadienne des anciens parlementaires
. Établie à Elliot Lake, elle meurt en 2019.